# Radolin (Szczecin)
Radolin (do 1945 niem. Bodenberg) – część miasta Szczecina, a zarazem niezamieszkana i niezagospodarowana wyspa Międzyodrza przy zachodnim brzegu jeziora Dąbie.
Administracyjnie leży w Szczecinie w dzielnicy Północ. Od południa tworzy na Dąbiu dwie zatoki (patrząc od zachodu): Łękę i Gać. Północno-wschodni fragment dawnej wyspy Fette Ort. Po stronie zachodniej od Gryfii oddzielają ją Odra Zachodnia i Przekop Mieleński, na wschodzie od Czarnołęki (Dębinki) – Wydrnik, po stronie północnej od Dębiny – Święta, od północnego wschodu od Żabiej Kępy oddziela wąski Żabi Rów, a południowo-zachodni cypel wyspy oddzielony jest od Wielkiej Kępy Orlim Przesmykiem.
Obszarami leśnymi wyspy wchodzącymi w skład leśnego kompleksu promocyjnego Puszcze Szczecińskie administruje Nadleśnictwo Trzebież. 
W czasach przedwojennych na wyspie powstała niezachowana współcześnie leśniczówka Forsthaus Bodenberg.
Na Radolinie (w opisie lokalizacji podana jest Czarnołęka w jej przylegającej do Radolina, zachodniej części) znaleziono pozostałości osady z XI–XII wieku, a jeszcze wcześniej osada kultury łużyckiej i kultury amfor kulistych.